# Великий Острожок
Вели́кий Острожо́к (укр. Великий Острожок) — село на Украине, находится в Хмельницком районе Винницкой области.
Код КОАТУУ — 0524880901. Население по переписи 2001 года составляет 545 человек. Почтовый индекс — 22040. Телефонный код — 4338.
Занимает площадь 3 км².

## Адрес местного совета
22040, Винницкая область, Хмельницкий р-н, с. Великий Острожок, ул. 8 Марта, 3